# Aragon (Geòrgia)
Aragon és una població dels Estats Units a l'estat de Geòrgia. Segons el cens del 2000 tenia 1.039 habitants.

## Demografia
Segons el cens del 2000, Aragon tenia 1.039 habitants, 399 habitatges, i 284 famílies. La densitat de població era de 371,4 habitants per km².
Dels 399 habitatges en un 35,3% hi vivien nens de menys de 18 anys, en un 55,6% hi vivien parelles casades, en un 10,5% dones solteres, i en un 28,6% no eren unitats familiars. En el 23,3% dels habitatges hi vivien persones soles el 9,3% de les quals corresponia a persones de 65 anys o més que vivien soles. El nombre mitjà de persones vivint en cada habitatge era de 2,6 i el nombre mitjà de persones que vivien en cada família era de 3,08.
Per edats la població es repartia de la següent manera: un 27,1% tenia menys de 18 anys, un 11% entre 18 i 24, un 29,1% entre 25 i 44, un 21,7% de 45 a 60 i un 11,2% 65 anys o més.
L'edat mediana era de 34 anys. Per cada 100 dones de 18 o més anys hi havia 92,6 homes.
La renda mediana per habitatge era de 31.053 $ i la renda mediana per família de 39.167 $. Els homes tenien una renda mediana de 28.250 $ mentre que les dones 21.406 $. La renda per capita de la població era de 15.084 $. Entorn de l'11% de les famílies i el 17,5% de la població estaven per davall del llindar de pobresa.

## Poblacions més properes
El següent diagrama mostra les poblacions més properes.